# Sergey Aksyonov
Sergey Valeryevich Aksyonov (tiếng Nga: Сергей Валерьевич Аксёнов, tiếng Ukraina: Сергій Валерійович Аксьонов, tiếng Romania: Serghei Valerievici Aksionov; sinh ngày 26 tháng 11 năm 1972) là Thủ lĩnh và Thủ tướng Cộng hòa Krym, là một chủ đề liên bang bị tranh chấp quốc tế về Liên bang Nga nằm trên bán đảo Krym.

## Tiểu sử
Sergey Aksyonov sinh tại Bălți trong khuôn khổ SSR Moldavian vào ngày 26 tháng 11 năm 1972. Cha ông là thủ lĩnh của một nhóm gọi là Cộng đồng Bắc Moldova ở Bălți.
Năm 1989, ông chuyển đến Crimea và ghi danh vào một trường đại học cho các kỹ sư quân sự ở Simferopol; tuy nhiên, sự sụp đổ của Liên Xô xảy ra trước khi ông có thể tốt nghiệp từ học viện để trở thành một sĩ quan quân đội Liên Xô. Sau đó, ông từ chối thề tuyên thệ trung thành với Ukraina, mà ông coi là 'một phần phụ của Nga bị cắt đứt một cách bất công' 
Từ 1993 đến 1998, ông là phó giám đốc của một công ty có tên là Ellada, một doanh nghiệp liên quan đến các sản phẩm thực phẩm. Từ tháng 10 năm 1998 đến tháng 3 năm 2001, ông là phó giám đốc công ty Asteriks và từ tháng 4 năm 2001 ông là phó giám đốc của công ty Eskada. [4] Aksyonov cũng là người đứng đầu tổ chức đấu vật Greco-Roman của Crimea, câu lạc bộ thể thao Hwarang-do. Aksyonov nhận hộ chiếu Ukraina vào ngày 12 tháng 8 năm 1997. 

## Bị cáo buộc liên kết đến tội phạm có tổ chức
Các nguồn tin cho rằng Aksyonov đã phục vụ vào giữa những năm 1990 với tư cách là một trung úy, hoặc giám thị, với biệt hiệu  trong băng nhóm tội phạm có tổ chức "Salem". Mối liên hệ của Aksyonov với thế giới tội phạm được thừa nhận bởi cựu thủ lĩnh của militsiya ở Crimea, Hennadiy Moskal (1997-2000). Năm 1995, một số thành viên của Salem đã nhậm chức làm đại biểu địa phương, nhận được khả năng miễn dịch lập pháp. "Aksyonov từng cộng tác với một thành viên băng đảng khác, Serhiy Voronkov, vào đầu những năm 1990. Voronkov là một trùm mafia nổi tiếng đã được thả ra khỏi tù năm 2008 và vẫn đang kinh doanh ở Crimea, ”Andrei Yanitskiy, một nhà báo của tờ báo Livy Bereh, người điều tra Aksyonov, nói.. Một người gốc Sevastopol, Yanitskiy cáo buộc rằng Aksyonov vẫn là thành viên của băng đảng Salem.

## Quan điểm

### Chính sách đối nội
Chính sách trong nước
Aksyonov đã hứa rằng tiếng Ukraina sẽ không còn là ngôn ngữ chính thức nếu Crimea gia nhập Nga. "Chúng tôi sử dụng hai ngôn ngữ trên cơ sở hàng ngày - Tatar của Nga và Krym," Aksyonov nói. "Chắc chắn rằng nước cộng hòa [của Crimea] sẽ có hai ngôn ngữ."  Mục tiêu chính của Aksyonov cho tương lai trước mắt của Crimea là "sử dụng kinh phí, phân bổ cho xây dựng cơ sở hạ tầng, y tế, năng lượng và vân vân."  Aksyonov cũng đã đẩy cầu Crimean hoàn thành vào năm 2018.

### Đối với người Tatar Krym thiểu số
Sergey Aksyonov đã nỗ lực dập tắt sự bất đồng giữa các dân tộc Crimean Tatars về việc sáp nhập, nói rằng "Tất cả các hoạt động nhằm không công nhận việc gia nhập Crimea của Nga và không công nhận lãnh đạo của đất nước sẽ bị truy tố theo luật và chúng tôi sẽ có một lập trường rất khó khăn về điều này. "

### Quan điểm với đồng tính luyến ái
Aksyonov nói đồng tính luyến ái "không có cơ hội" ở Krym, và rằng "chúng tôi ở Crimea không cần những người như vậy." Ông cũng hứa rằng nếu những người đồng tính cố gắng tổ chức các cuộc tụ tập công khai, "lực lượng cảnh sát và tự vệ của chúng tôi sẽ phản ứng ngay lập tức và trong ba phút sẽ giải thích cho họ về khuynh hướng tình dục mà họ nên dính vào."